# Докудовский сельсовет (Минская область)
Докудовский сельсовет — упразднённая административная единица на территории Крупского района Минской области Республики Беларусь.

## Состав
Докудовский сельсовет включал 10 населённых пунктов:
- Большие Жаберичи — деревня.
- Большое Осово — деревня.
- Брище — деревня.
- Докудово — агрогородок.
- Клен — деревня.
- Кристоповщина — деревня.
- Малые Жаберичи — деревня.
- Неверовщина — деревня.
- Прикленок — деревня.
- Шияловка — деревня.